# بخش نووسوکولنیچسکی
بخش نووسوکولنیچسکی (به لاتین: Novosokolnichesky District) یک منطقهٔ مسکونی در روسیه است که در استان پسکوف واقع شده‌است.